# The Storm (Karnataka)
The Storm is het tweede album van muziekgroep Karnataka. Het album is opgenomen in hun eigen geluidsstudio (Immrama Studio), gelegen in Swansea, thuisbasis van de band; het werd gemixt in Rockfield Studios in Monmouthshire, Wales. The Storm was eigenlijk bedoeld als het debuutalbum. Het titelloze album uit 1998 was meer eigen gebruik opgenomen en uitgegeven. De stem van Rachel Jones klonk op dit album veel minder geforceerd dan op Karnataka. Een heruitgave verscheen in 2003.
Met The Storm probeerde Karnataka bewust of onbewust los te komen met de vergelijking met Mostly Autumn hetgeen slechts gedeeltelijk lukte. Voor wat betreft de Keltische invloeden werd er een vergelijking gemaakt met Iona, maar die band werd volgens enkelen veel oorspronkelijker gevonden.

## Musici
- Rochel Jones – zang
- Jonathan Edwars – toetsinstrumenten
- Ian Jones – basgitaar, akoestische gitaar, samples, bodhrán
- Paul Davies – elektrische gitaar, inheemse instrumenten
- Gavin John Griffiths – slagwerk

met
- Steve Evans – percussie
- Jenny Hooker – blokfluit
- Steve Simmons - sopraansaxofoon , tenorsaxofoon

## Muziek

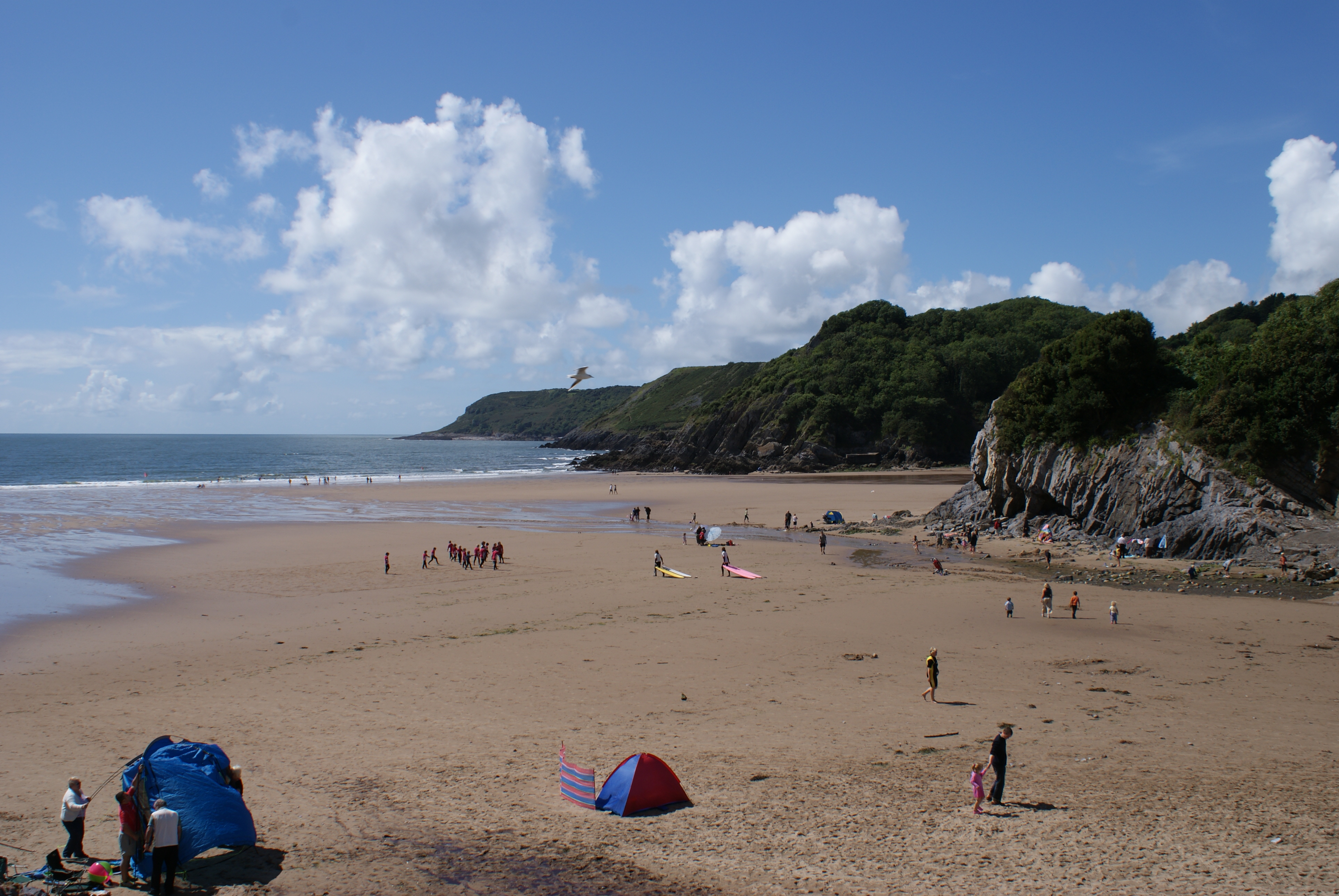
Caswell Bay

Allen van Jones, Edwards en Jones, zeegeluiden opgenomen in Caswell Bay en PwllDu Bay

| Nr. | Titel                  | Duur |
| --- | ---------------------- | ---- |
| 1.  | Heaven can wait        | 5:15 |
| 2.  | Dreamer                | 3:40 |
| 3.  | The journey            | 8:25 |
| 4.  | Hay                    | 4:30 |
| 5.  | Love and affection     | 4:43 |
| 6.  | I should have known    | 6:16 |
| 7.  | Everything must change | 5:30 |
| 8.  | Shine                  | 4:51 |
| 9.  | Writing on the wall    | 5:21 |
| 10. | The storm              | 8:51 |